# Cercoceracris
Cercoceracris is een geslacht van rechtvleugeligen uit de familie veldsprinkhanen (Acrididae). De wetenschappelijke naam van dit geslacht is voor het eerst geldig gepubliceerd in 1976 door Descamps.

## Soorten
Het geslacht Cercoceracris omvat de volgende soorten:
- Cercoceracris albovittata Descamps, 1976
- Cercoceracris annulata Descamps, 1980
- Cercoceracris callangana Amédégnato & Poulain, 1987
- Cercoceracris falsalineata Amédégnato & Poulain, 1987
- Cercoceracris grandicula Descamps, 1980
- Cercoceracris lineata Descamps, 1980
- Cercoceracris nitidula Descamps, 1976
- Cercoceracris punicea Gerstaecker, 1889
- Cercoceracris tarapoana Amédégnato & Poulain, 1987
- Cercoceracris viridicollis Descamps, 1980